# Las Felinas del Tango
Las Felinas del Tango je mednarodna glasbena skupina (klavirski kvartet), ki jo sestavljajo štiri akademske glasbenice. Izvajajo glasbo argentinskega tanga, predvsem »železni repertoar« najpopularnejših skladb, ki so jih komponirali ali izvajali Carlos Gardel, Astor Piazzolla, Osvaldo Pugliese, Julian Plaza, itd.   
Ime skupine izhaja iz španskega »las felinas« = mačke, in torej pomeni »tango mačke«.  
Zasedba:
- Mojca Arnold - violina (Slovenija)
- Bojana Popovicki - harmonika (akordeon; Republika Srbije in Črne Gore)
- Rina Kacinari - violončelo (Kosovo)
- Eszter Meljkuti - klavir (Republika Srbije in Črne Gore)